# Tylko Marta
Tylko Marta (tyt. org. Bella Martha) – niemiecki komediodramat z 2001 roku. Scenariusz napisany i wyreżyserowany przez Sandrę Nettelbeck. W rolach głównych zagrali Martina Gedeck, Maxime Foerste i Sergio Castellitto.

## Fabuła
Martha Klein jest szefową kuchni w niemieckiej restauracji. Jej życie koncentruje się wokół pracy, która staje się jej obsesją. Jej życie ulega zmianie, kiedy w wypadku ginie siostra Marthy, a bohaterka musi zaopiekować się jej 8-letnią córką.

## Główne role
- Martina Gedeck - Marta Klein
- Maxime Foerste - Lina Klein, siostrzenica Marthy
- Sergio Castellitto - Mario
- Idil Üner - Bernadette
- Oliver Broumis - Jan
- Antonio Wannek - Carlos
- Ulrich Thomsen - Sam Thalberg
- Sibylle Canonica - Frida
- Katja Studt - Lea
- Angela Schmidt - Pani Steinberg
- August Zirner - Terapeuta Marthy